# Jawaharlal Nehru

Jawaharlal Nehru (1947)

Jawaharlal Nehru (Hindi जवाहरलाल नेहरू, Javāharlāl Nehrū; * 14. November 1889 in Allahabad; † 27. Mai 1964 in Neu-Delhi) war ein indischer Politiker, Widerstandskämpfer und von 1947 bis zu seinem Tod erster Ministerpräsident Indiens.
Er wird im Allgemeinen als Architekt des modernen indischen Nationalstaates gewertet. Zu den Leitprinzipien seines Staatsverständnisses gehörten die Unabhängigkeit Indiens vom europäischen Kolonialsystem und die Idee einer sozialistischen, säkularen und demokratischen Republik. In den siebzehn Jahren seiner Regierungszeit prägte er die neue Verfassung Indiens entscheidend mit, setzte große Industrie- und Landwirtschaftsreformen in Gang und trieb die Idee der Laizität voran.
Im Volksmund ist er aufgrund seiner Familienverbindungen zur Kaschmir-Pandit-Gemeinde auch als Pandit Nehru bekannt, wobei er bei indischen Schulkindern oft auch als Chacha Nehru (Hindi für „Onkel Nehru“) bekannt war.

## Leben

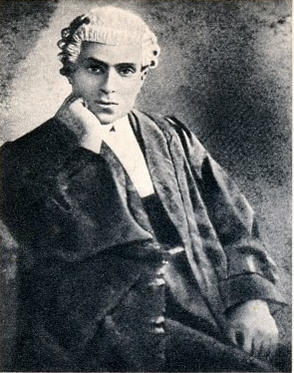
Nehru als barrister (Rechtsanwalt) am Allahabad High Court

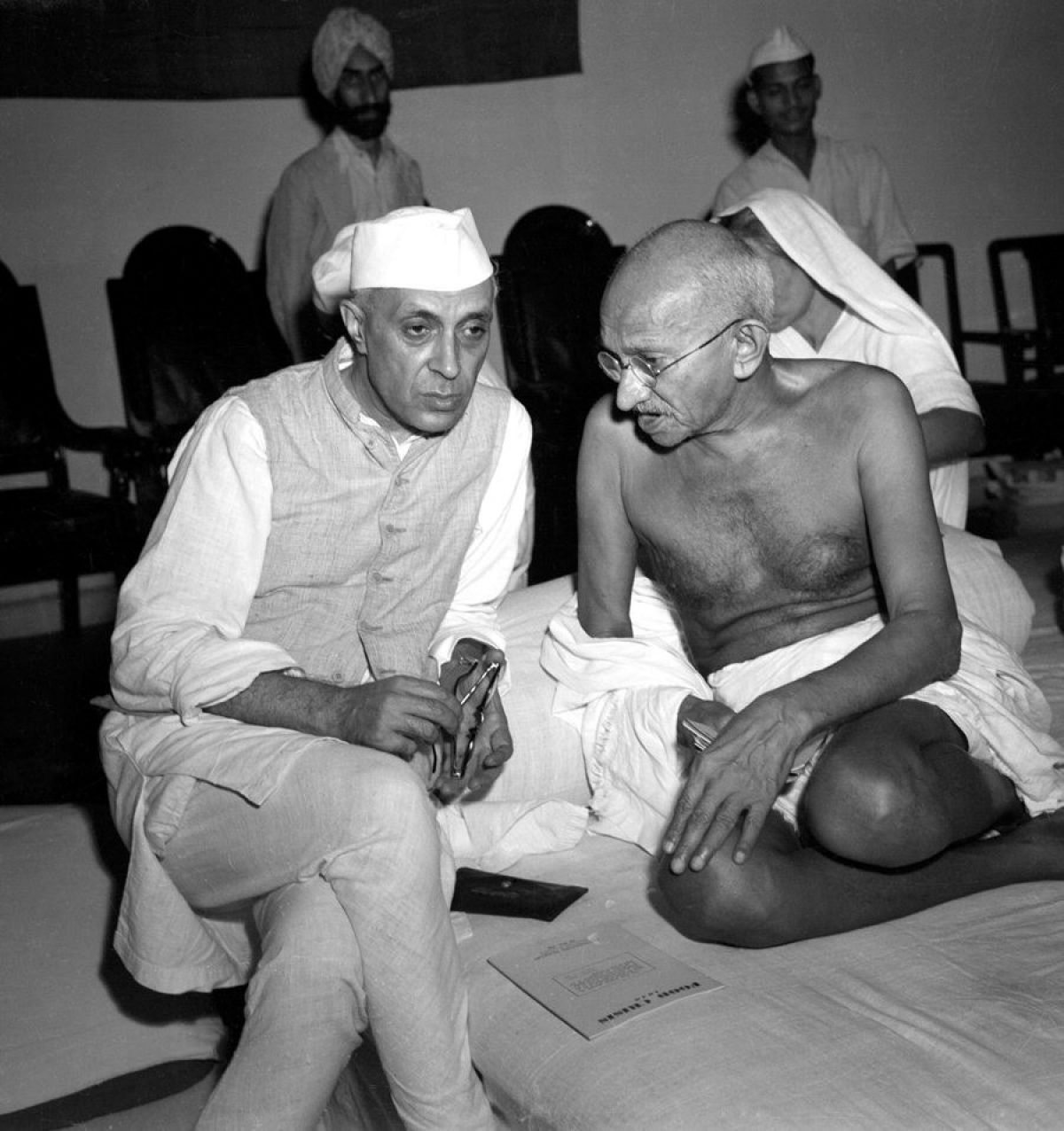
Nehru mit Mohandas K. Gandhi, 1941

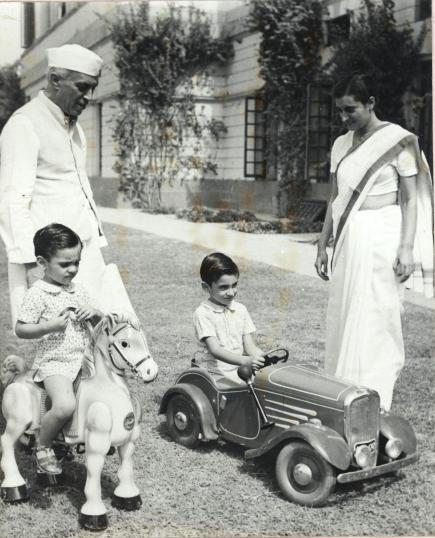
Nehru mit seiner Tochter Indira und den beiden Enkeln, Sanjay und Rajiv

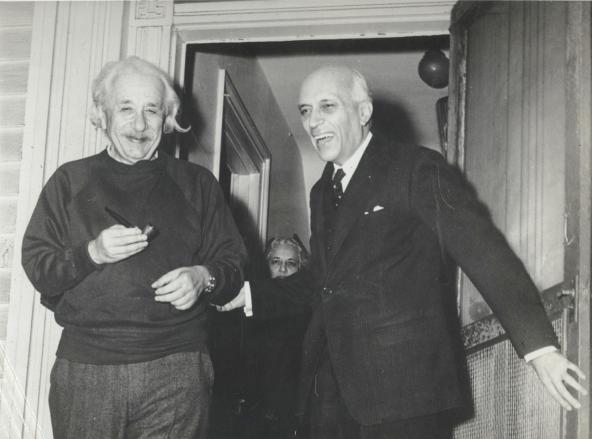
Nehru mit Albert Einstein, 1949

### Herkunft und Ausbildung
Jawaharlal Nehru wurde 1889 als erster Sohn des wohlhabenden Rechtsanwalts Motilal Nehru geboren, eines führenden Politikers und zweifachen Präsidenten des Indian National Congress. Seine Mutter, Swaruprani Thussu, stammte aus einer wohlhabenden Familie aus Lahore. Er wurde westlich erzogen, zunächst von einem theosophischen Hauslehrer. Seine weiterführende Schulausbildung bekam Nehru dann an einer Schule in Harrow in England. Danach studierte er Biologie am Trinity College der University of Cambridge, wo er mit Ehren abschloss. Zur gleichen Zeit besuchte er in Cambridge auch Kurse in Politikwissenschaft, Ökonomie, Geschichte und Literaturwissenschaft. Anschließend absolvierte er ein Studium der Rechtswissenschaften in London, das er am Inner Temple beendete.

### Ehe und politischer Werdegang
Im Jahr 1916 heiratete Nehru die aus Delhi stammende Kamala Kaul, mit welcher er im Folgejahr eine Tochter, die spätere Premierministerin Indira Gandhi, hatte. Nach einer Europareise kehrte er im Jahr 1917 nach Indien zurück, wo er Privatsekretär Mahatma Gandhis wurde. Dies führte auch zu einer politischen Annäherung zwischen Motilal Nehru und Gandhi. Im Folgejahr wurde Nehru Mitglied des All-Indischen Kongresses.
1922 wurde er erstmals wegen seiner Beteiligung an Aktionen des zivilen Ungehorsams gegen die britische Kolonialverwaltung verhaftet. Viele weitere Gefängnisaufenthalte folgten. Ab 1929 war Nehru neben Mahatma Gandhi der Führer der Unabhängigkeitsbewegung. 1930 wurde er als Nachfolger seines Vaters Motilal Nehru zum Vorsitzenden des Indischen Nationalkongresses gewählt. Während des Spanischen Bürgerkrieges war er in Barcelona. Die Bombardierung der Stadt beschrieb er in seinen Memoiren.
Am 9. August 1942 wurde Nehru erneut verhaftet und erst 1945 freigelassen, nachdem Verhandlungen zwischen Nationalkongress, Muslim-Liga und der britischen Regierung über eine Unabhängigkeit Indiens begonnen hatten, an denen Nehru und Mahatma Gandhi maßgeblich beteiligt waren.
Der ersten provisorischen Regierung von 1946 gehörte Nehru als stellvertretender Präsident an.

### Erster Ministerpräsident Indiens
Am 15. August 1947 erreichte Indien die Unabhängigkeit. Nehru wurde damit zum ersten Ministerpräsidenten und gleichzeitig zum Außenminister. Er stand einem Allparteienkabinett zur Vorbereitung der künftigen Verfassung vor, dem unter anderem Syama Prasad Mukherjee, B. R. Ambedkar angehörten. Sardar Vallabhbhai Patel wurde sein Stellvertreter (Deputy Prime Minister of India) und Innenminister.
Die Teilung des indischen Subkontinents in das überwiegend von Hindus bewohnte säkulare Indien und den muslimischen Staat Pakistan hatte Nehru 1947 nicht verhindern können. Gandhis Ermordung im Januar 1948 brachte die indischen Politiker näher zueinander. Der Vertrag von Delhi (1949) garantierte in beiden Staaten die Minderheitenrechte. Als Rajendra Prasad 1950 erster Präsident der parlamentarischen Bundesrepublik Indien wurde, überlegte Nehru zurückzutreten. Ebenfalls 1950 wurde er in die American Academy of Arts and Sciences sowie in die American Academy of Arts and Letters gewählt.
1952 gab es in Indien die ersten freien Wahlen. Die Kongresspartei wurde zur stärksten politischen Kraft im Unions-Parlament und Nehru als Premierminister bestätigt. Nachdem er auch 1957 und 1962 wiedergewählt worden war, starb er 1964 im Amt.
Seine 1917 geborene Tochter Indira Gandhi wurde zwei Jahre nach seinem Tod Premierministerin Indiens. Sein Enkel Rajiv Gandhi wurde im Jahr 1984 Premierminister des Landes und sein Urenkel Rahul Gandhi im Jahr 2017 Präsident des Indischen Nationalkongresses.
Er wurde auch 13 Mal für den Friedensnobelpreis nominiert, erhielt ihn aber nie.

## Politische Ideen
Nehru gilt als Begründer der Idee der Nicht-Pakt-Gebundenheit; er trat für ein demokratisches und säkulares Indien ein, dessen Wirtschaftssystem sozialistische Züge trug. Er gilt als der organisatorische Gründer der indischen Kongresspartei. Außenpolitisch war er seit 1955 ein Wegbereiter der Bewegung der Blockfreien Staaten.
Entscheidend für Nehrus politisches Denken war auch die Idee eines republikanischen Indiens. Indien, das über Jahrhunderte hinweg weitgehend von Adelsgeschlechtern und Feudalherren regiert wurde, sollte seiner Vision nach durch einen republikanisch-demokratischen Geist erneuert werden. Im Jahr 1946 schrieb er, dass kein indischer Fürstenstaat militärisch gegen ein vereintes Indien siegen könnte. Im Jahr darauf, während der Aushandlung der Indischen Verfassung, proklamierte er, dass all jene Fürstenstaaten, welche sich der Einbindung an ein demokratisches Indien verweigerten, als Staatsfeinde behandelt werden würden.

## Literarisches Werk
Aus der Haft in den Gefängnissen in Naini, Bareilly und Dehradun schickte er zwischen Oktober 1930 und August 1933 seiner zu Beginn der Korrespondenz knapp dreizehnjährigen Tochter Indira in 196 Briefen komplexe, aber einfach geschriebene weltgeschichtliche Darlegungen. Diese Briefe wurden später unter dem Titel Glimpses of World History (dt. „Weltgeschichtliche Betrachtungen“) zusammengefasst und veröffentlicht.
Ebenso wie Entdeckung Indiens und Indiens Weg zur Freiheit gelten die Briefe als stilistisch gelungenes Werk der englischsprachigen Literatur.

## Schriften (Auswahl)
- Toward Freedom: The Autobiography of Jawaharlal Nehru, The John Day Company, New York 1941
  - deutsch: Indiens Weg zur Freiheit, Europäische Verlagsanstalt, Hamburg 1948
- The Discovery of India,  Doubleday, Garden City, N.Y. 1959
  - deutsch: Entdeckung Indiens,  Rütten & Loening, Berlin 1959
- The Quintessence of Nehru. Allen & Unwin, London 1961
  - deutsch: Summe meines Denkens, übersetzt von Paul Baudisch. Kindler, München 1962

### Reden
- A Tryst With Destiny,  Rede vom 14. August 1947, Reihe Great Speeches of the 20th Century. Guardian, London 2007
- Nehru's India: Select Speeche., herausgegeben und eingeleitet von Mushirul Hasan. Oxford University Press, New Delhi 2011, ISBN 978-0-19-568787-3

### Briefe
- Bunch of Old Letters, Asia Publ. House, Bombay 1958
  - deutsch: Ein Bündel alter Briefe, übersetzt von Hermann Venedey, Fladung, Darmstadt 1961
- Glimpses of World History, Being Futher Letters to his Daughter, Written in Prison, and Containing a Rambling Account of History for Young People. Asia Publ. House, London 1962
  - deutsch. Weltgeschichtliche Betrachtungen. Briefe an Indira, neu herausgegeben von Susanne Popp und Michael Wobring, Vandenhoeck & Ruprecht, Göttingen 2011, ISBN 978-3-525-30026-8
- Jammu and Kashmir 1949–1964, select correspondence between Jawaharlal Nehru and Karan Singh, Penguin, Viking, New Delhi u. a. 2006, ISBN 0-670-99937-7